# Vos aurae per montes
Vos aurae per montes, RV 633, és un motet compost per Antonio Vivaldi a partir d'un text anònim en llatí. Està escrit en la tonalitat de la major i dins l'habitual estil líric italià del barroc. Com en els motets introductoris, peces que precedien algunes grans obres de Vivaldi, els textos no són litúrgics, sinó versions lliures en llatí d'autor desconegut. Aquest motet va ser compost per a la festa de sant Antoni de Pàdua durant la segona part de la carrera de Vivaldi.

## Context compositiu
El manuscrit es troba en la Biblioteca Comunale d'Assís. Si l'autògraf manuscrit va sobreviure entre les col·leccions de la biblioteca de la Basílica de Sant Francesc d'Assís, probablement es deuria executar per primera vegada durant la festa del sant, el 13 de juny, a la Basílica de San Antonio. El fet que el manuscrit es trobi a Assís probablement és deu a una pràctica comuna en aquell temps; les esglésies i convents d'una mateixa ordre es prestaven o intercanvien manuscrits musicals. Pàdua era la segona ciutat de la República de Venècia i també era la seu de la seva universitat. Quan la noblesa veneciana marxava cap a les seves residències d'estiu, sovint s'aturaven a Pàdua per assistir a la basílica de San Antonio. Vivaldi estava molt familiaritzat amb aquesta cerimònia, ja que, com el seu pare, hi havia anat diverses vegades com a músic de l'orquestra. El 1712, fins i tot va escriure per a aquest festivitat un Concert per a violí (RV 212) on va interpretar la part solista.
A l'època de Vivaldi, molts motets solistes eren "per ogni temps", és a dir, per a qualsevol època de l'any. Posar un text poètic que sigui prou general per adaptar-se a la majoria de les festivitats tenia l'avantatge de produir obres que podrien convertir-se obres de repertori que es podien repetir i, per tant, molt millor per al compositor i per a l'intèrpret. En aquest cas, pot ser interpretat en qualsevol acte litúrgic de qualsevol dia, per exemple, una missa o per les vespres.

## Estructura i anàlisi musical
Està escrit per a soprano solista. L'obra, en la tonalitat de la major, té una estructura en quatre moviments i amb les següents característiques musicals:
| Moviment                   | Instrumentació        | Forma     | Tempo         | Tonalitat |
| -------------------------- | --------------------- | --------- | ------------- | --------- |
| 1. «Vos aurae per montes»  | soprano, corda i b.c. | ària      | Allegro       | la major  |
| 2. «Cuncta orbis»          | soprano i b.c.        | recitatiu |               | ...       |
| 3. «Tellus, astra, montes» | soprano, corda i b.c. | ària      | Andante molto | re major  |
| 4. «Alleluia»              | soprano, corda i b.c. | ària      | Allegro       | la major  |

L'ària inicial posa a prova el virtuosisme del solista, retrata l'espai suau de la brisa en termes familiars per als que recorden el primer moviment del Concert de "La primavera". El recitatiu se centra en el llenguatge miraculós del sant, que no va ser corromput fins i tot després de la seva mort. La segona ària fa una crida a tota la naturalesa per evocar les accions de Sant Antoni. Un exuberant Alleluia dins l'estil de concert conclou l'obra amb una gran brillantor.

## Text
Els textos dels motets del segle xviii poques vegades eren peces de fina poesia llatina; el viatger francès Pierre-Jean Grosley els va descriure com a ""una mala combinació de paraules llatines, on les barbarismes i els solecisme són més comuns que el sentit i la raó". El text anònim en llatí de la primera ària, text que recorda el sonet idíl·lic de la primavera, és el següent:
1. Ària.
Vos aurae per montes
placide spirate.
Per prata vos fontes
dulces murmurate
Per silvas decori
aves canori
suavi iam voce
laeti cantate